# Ecuacóndor
Ecuacóndor, cuyo nombre empresarial es Aerolínea Cóndor Ecuatoriano Ecuacóndor S.A., fue un proyecto para crear una aerolínea ecuatoriana con bases en el Aeropuerto Internacional Mariscal Sucre y el Aeropuerto Internacional José Joaquín de Olmedo.
En marzo de 2023, el Consejo Nacional de Aviación Civil de Ecuador certificó a la aerolínea para vuelos chárter internacionales. A finales de octubre de ese mismo año, la aerolínea comenzó el proceso de mantenimiento y repintado de sus aviones en el Aeropuerto Internacional de Saltillo. El 26 de febrero de 2025, el Consejo Nacional de Aviación Civil revocó el permiso de operaciones a la aerolínea por no tener garantía económica suficiente y por no culminar los procesos técnicos necesarios. Después de casi tres años de iniciar este proceso, haber anunciado en medios de comunicación y redes sociales el inicio de vuelos con varias fechas que se incumplieron, esto marcó el fin de este proyecto.

## Flota
La compañía anunció que comenzaría sus operaciones con dos aviones regionales Bombardier CRJ-200LR con capacidad para 50 pasajeros.
| Aeronaves            | Número | Introducido | Retirado | Matrículas      |
| -------------------- | ------ | ----------- | -------- | --------------- |
| Bombardier CRJ-200LR | 2      | —           | 2025     | HC-CXY y HC-CXZ |

Además, la compañía presentó ante el Consejo Nacional de Aviación Civil una solicitud de autorización para operar las siguientes aeronaves: Embraer ERJ 135/145, Embraer E170/E190; Bombardier CRJ200, Bombardier CRJ700/900/1000; Airbus A320; Boeing 737 Classic y Boeing 737 Next Generation. Todas estas aeronaves serían adquiridas mediante contratos de arrendamiento de tipo wet leasing, es decir, alquiladas con tripulación a una tercera aerolínea.

## Destinos
La compañía podía operar desde y hacia Ecuador a varios destinos chárter, como México, Cuba, República Dominicana, Panamá, Aruba, Colombia, Chile, Perú, Bolivia, Argentina, Uruguay, Paraguay, Brasil, Guyana, Guayana Francesa, Venezuela o las islas Turcas y Caicos. 

### Primera fase
Planeaba operar los siguientes destinos regulares desde sus inicios:

#### Destinos nacionales
| Destinos                                                                    | Aeropuertos                                     | Frecuencias semanales  | Desde          |
| --------------------------------------------------------------------------- | ----------------------------------------------- | ---------------------- | -------------- |
| Catamayo, Loja                                                              | Aeropuerto Ciudad de Catamayo                   | 15. 12 (UIO) y 3 (GYE) | UIO y GYE      |
| Cuenca, Azuay                                                               | Aeropuerto Internacional Mariscal La Mar        | 5                      | GYE            |
| El Coca, Orellana                                                           | Aeropuerto Francisco de Orellana                | 4                      | UIO            |
| Esmeraldas, [[Archivo:\|20x20px\|border\|Bandera de Esmeraldas]] Esmeraldas | Aeropuerto Coronel Carlos Concha Torres         | 2                      | UIO            |
| Guayaquil, Guayas                                                           | Aeropuerto Internacional José Joaquín de Olmedo | 7 desde UIO            | Hub secundario |
| Nueva Loja, Sucumbíos                                                       | Aeropuerto de Nueva Loja                        | 6                      | UIO            |
| Quito, [[Archivo:\|20x20px\|border\|Bandera de Pichincha]] Pichincha        | Aeropuerto Internacional Mariscal Sucre         | 7 desde GYE            | HUB primario   |
| Santa Rosa, El Oro                                                          | Aeropuerto Internacional de Santa Rosa          | 9. 6 (UIO) y 3 (GYE)   | UIO y GYE      |

#### Destinos internacionales
| Países    | Destinos  | Aeropuertos                                         | Frecuencias semanales | Desde     |
| --------- | --------- | --------------------------------------------------- | --------------------- | --------- |
| Cuba      | La Habana | Aeropuerto Internacional José Martí                 | 2. 1 (UIO) y 1 (GYE)  | UIO y GYE |
| Venezuela | Caracas   | Aeropuerto Internacional de Maiquetía Simón Bolívar | 4. 2 (UIO) y 2 (GYE)  | UIO y GYE |

### Segunda fase
En una segunda fase planeaba volar a los siguientes destinos nacionales:
| Destinos                                                                    | Aeropuertos                                  | Desde | Fecha de inicio    |
| --------------------------------------------------------------------------- | -------------------------------------------- | ----- | ------------------ |
| Cuenca, Azuay                                                               | Aeropuerto Internacional Mariscal La Mar     | UIO   | Destino solicitado |
| Esmeraldas, [[Archivo:\|20x20px\|border\|Bandera de Esmeraldas]] Esmeraldas | Aeropuerto Coronel Carlos Concha Torres      | GYE   | Destino solicitado |
| Macas, Morona Santiago                                                      | Aeropuerto Coronel Edmundo Carvajal          | UIO   | Destino solicitado |
| Manta, Manabí                                                               | Aeropuerto Internacional Eloy Alfaro         | UIO   | Destino solicitado |
| Tulcán, Carchi                                                              | Aeropuerto Teniente Coronel Luis A. Mantilla | UIO   | Destino solicitado |